# Catwoman: Vacanze romane
Catwoman: Vacanze romane (Catwoman: When in Rome) è una miniserie a fumetti di sei numeri dedicata all'omonimo personaggio, scritta da Jeph Loeb, disegnata da Tim Sale e pubblicata dalla DC Comics tra il novembre del 2004 e il maggio del 2005. Il lettering venne curato da Richard Starkings.
Ambientata parallelamente a Batman: Vittoria oscura e, insieme a questa, naturale seguito della miniserie Batman: Il lungo Halloween, Catwoman: When in Rome narra la ricerca di Selina Kyle delle sue origini in Italia, accompagnata dall'Enigmista, dal killer chiamato Blonde (Il biondo) e perseguitata da incubi ricorrenti su Batman. Diverse tematiche della storia, che affronta gli eventi di Vittoria oscura da una piega diversa e ad essa si riferisce in molte parti, verranno poi ripresa nella serie Batman: Hush, in cui il rapporto sentimentale tra Batman e Catwoman è sviluppato e portato a conclusione dall'autore.
In Italia la miniserie non è stata pubblicata rapidamente e rimane tuttora inedita in albi separati. Planeta DeAgostini l'ha però inserita nella serie di volumi cartonati Batman: La leggenda, nel numero 46. La miniserie è stata ri-tradotta e pubblicata in italiano nel maggio 2013 dalla RW-Lion Comics in un albo unico, in quella che è la prima ristampa dell'opera di Loeb e Sale, ad otto anni esatti dalla prima pubblicazione.

## Trama
Catwoman e l'Enigmista si trovano insieme per un viaggio a Roma, nel tentativo di scoprire l'identità del padre della donna, che Catwoman sospetta essere Carmine Falcone. A Roma, Selina ha un appuntamento con Blonde (Il biondo o il biondino), un sicario con il compito di organizzare un appuntamento con Don Verinni, capo della mafia italiana e stretto conoscente di Falcone. Una volta sul posto, Selina scopre però che Verinni è stato assassinato con la tossina del Joker. Nel frattempo, la donna sembra soffrire di incubi ricorrenti riguardanti Batman.
Dopo che nell'hotel dove alloggiano i tre scoppia un incendio, Selina, Edward e Blonde sono costretti a trasferirsi nello yacht di quest'ultimo, dove li attende Guillermo, il figlio di Don Verinni, che congela Catwoman usando il fucile di Mr. Freeze. L'eroina è costretta a stringere un patto con Guillermo per ottenere le informazioni sulle sue origini: dovrà rubare un anello dal Vaticano, ritenuto il simbolo del potere. Chiunque indossi l'anello, infatti, diventa di diritto il capo dei capi.
Una volta nella basilica di San Pietro, Catwoman è attaccata da Cheetah, una supercriminale dalle sembianze di un ghepardo. Vinta la nemica, Selina fa visita a Louisa, la vedova di Carmine, che nega ogni grado di parentela con la giovane.
Catwoman scopre dunque l'identità della mente che sta dietro a questo complotto: l'Enigmista, che, approfittando dei suoi continui viaggi a Gotham, per testimoniare al processo visto in Vittoria oscura, aveva rubato le varie armi dei super criminali della città (il gas del Joker, il fucile di Freeze e la tossina dello Spaventapasseri che causava gli incubi di Selina) e si era fatto aiutare da Cheetah, in modo da poter ottenere dalla donna la risposta a quello che egli crede il più grande indovinello di tutti: chi è Batman? L'Enigmista è sconfitto, ma riesce poco dopo a minacciare la vita di Catwoman e a chiederle l'anello rubato in Vaticano. La donna consegna l'oggetto nella sua confezione e il criminale parte immediatamente per Gotham, salvo scoprire in volo che la scatola è stata riempita con il gas dello Spaventapasseri e che l'anello è finto.
Blonde rivela che da bambino aveva assistito all'intera vicenda che avrebbe coinvolto Selina: la moglie di Carmine aveva avuto una seconda figlia, dopo Sofia, e l'uomo ritenne la cosa una condanna, visto che il Don non avrebbe visto di buon occhio la cosa e non lo avrebbe aiutato nella sua scalata nei vertici del crimine organizzato in America. Carmine aveva dunque ordinato di uccidere la secondogenita, ma la moglie aveva convinto in segreto la guardia del corpo incaricata, a mandare la piccola in America. I documenti della nascita erano poi andati persi, la guardia del corpo assassinata dal killer Festa e l'identità della bambina era andata persa.
Selina si innamora di Blonde e i due passano diverso tempo in Italia. Blonde tuttavia, era stato incaricato da Louisa di uccidere Catwoman e di portarle l'anello. Avendo fallito perché innamoratosi della ragazza e incapace di compiere il lavoro, Blonde viene ucciso dalla vedova Falcone e Selina torna a Gotham a piangere sulla tomba di Carmine Falcone, ma senza alcuna prova della sua parentela con il boss mafioso.

## Distribuzione
Catwoman: When in Rome uscì in sei numeri pubblicati dalla DC Comics tra il novembre del 2004 e il maggio del 2005. Nel 2007 venne data alle stampe l'edizione in formato tascabile, comprendente una serie di contenuti supplementari, come la galleria di copertine, schizzi, disegni preparatori e stralci di sceneggiatura.

## Accoglienza
When in Rome costituì il complemento naturale alla serie Vittoria oscura, dalla quale vengono riprese molte tematiche e alcuni dei personaggi presenti. Tuttavia, l'accoglienza di pubblico e critica non fu la stessa delle precedenti saghe della coppia Loeb-Sale. La serie venne infatti criticata per la sua rappresentazione stereotipata e "da cartolina" della città e della cultura italiana in generale, ma ottenne buone recensioni per quanto riguardava i disegni di Sale, secondo alcuni migliorati dalla resa grafica dei colori ad acquerello di Dave Stewart, e la svolta umoristica introdotta dal personaggio dell'Enigmista.
La sceneggiatura di Loeb venne inoltre criticata per la troppa correlazione con le precedenti opere, che la rende impossibile da leggere da sola, per lo scarso approfondimento psicologico e i dialoghi non all'altezza dello scrittore.